# Fernando Forestieri
Fernando Martín Forestieri (Rosario, 15 januari 1990) is een Italiaans voetballer die doorgaans als aanvaller speelt. Hij verruilde Sheffield Wednesday in september 2020 voor Udinese.

## Clubcarrière
Forestieri werd geboren in het Argentijnse Rosario als zoon van Italiaanse ouders. In Argentinië voetbalde hij bij Newell's Old Boys en Boca Juniors. Op zijn zestiende besloten zijn ouders om terug te keren naar Italië, waar Forestieri zich aansloot bij Genoa CFC. In januari 2006 tekende hij een driejarig profcontract. Op 8 november 2006 maakte Forestieri zijn officieel debuut voor Genoa in de Coppa Italia tegen Empoli.  Op 13 januari 2007 debuteerde hij in de Serie B tegen Pescara Calcio. Forestieri scoorde meteen een doelpunt in zijn eerste competitiewedstrijd voor Genoa. In 2007 werd hij uitgeleend aan AC Siena. In 2009 werd hij opnieuw uitgeleend, ditmaal aan Vicenza Calcio. In juli 2008 werd de aanvaller voor anderhalf miljoen euro verkocht aan Udinese. Udinese leende hem om wedstrijdervaring op te doen uit aan Málaga CF, Empoli, AS Bari en Watford. In januari 2013 zette Forestieri zijn handtekening onder een definitief verblijf bij in Watford. In 2015 tekende hij bij Sheffield Wednesday FC. In oktober 2020 keerde hij terug naar Italië, naar zijn oude club Udinese.

## Interlandcarrière
Forestieri kwam uit voor diverse Italiaanse nationale jeugdelftallen. Op 13 april 2011 debuteerde hij voor Italië –21, waarvoor hij twee caps verzamelde.
1 Silvestri ·
2 Ebosele · 
4 Lovrić ·
5 Guessand ·
6 Zarraga ·
7 Success ·
8 Quina ·
9 Davis ·
10 Deulofeu ·
12 Kamara ·
13 Ferreira ·
14 Abankwah ·
15 Buta ·
17 Lucca ·
18 Pérez ·
19 Ehizibue ·
20 Semedo ·
22 Brenner ·
23 Ebosse ·
24 Samardžić ·
26 Thauvin  ·
27 Kabasele ·
28 Benkovic ·
29 Bijol ·
30 Giannetti ·
31 Kristensen ·
32 Payero ·
33 Zemura ·
34 Diawara ·
40 Okoye ·
79 Pejičić ·
93 Padelli ·
99 Piana ·
Karlström ·
Ekkelenkamp ·
Esteves ·
Bravo ·
Pizarro ·
Coach: Runjaic